# Chalcis rotundata
Chalcis rotundata är en stekelart som beskrevs av Cameron 1905. Chalcis rotundata ingår i släktet Chalcis och familjen bredlårsteklar. Inga underarter finns listade i Catalogue of Life.